# عبد الجبار نعمان
عبد الجبار نعمان (1949-2019)

من رواد الفن التشكيلي في اليمن واكثرهم شهرة واكثرهم حظا. ربما لأسلوبة الواقعي الأقرب إلى فهم العامة، إضافة إلى إحساسه المتميز في التعامل مع الألوان. أما هاشم علي (فنان تشكيلي) فقد كان أكثر شهرة عند المثقفين، وكان «هاشم على» الوحيد من جيل الرواد الذي يهتم بتدريب وتنشئة وتعليم الفنانين الشباب.
عبد الجبار نعمان لوحاته اكثرها مقتنيات في رئاسة الجمهورية ورئاسة الوزراء، وفي وزارات الدولة، وعند بعض رجال الأعمال.
حصل على جوائز وشهادات تقديرية وشارك في الكثير من المعارض داخل اليمن وخارجها، واقام معارض شخصية متعددة.

## عنه
((ولد "عبد الجبار أحمد عبد الوهاب نعمان" في منطقة ذبحان قرب مدينة تعز، والتي بدأ دراسته فيها ثم أكملها في عدن، وسافر إلى القاهرة حيث التحق بـ "معهد الفنون الإيطالية وحاز منه على درجة البكالوريوس بامتياز مع مرتبة الشرف عام 1973.
بدأ الفنان مشواره بالواقعية حيث ارتبطت أعماله بالبيئة المحلية، وعبرت عن الهوية من خلال المعمار والزخارف غالباً، كما رسم في فترة لاحقة الوجوه والبورتريهات النسائية، مبرزاً من خلالها جماليات الزي والتراث الشعبي، مروراً أعماله التعبيرية، مروراً بلوحياته التعبيرية منذ منتصف التسعينيات.))

## عن أعماله
مما كتب عن لوحاته ((وملامحها ومواضيعها المعبّرة عن جوانب عديدة من الوقع اليمني، وإرثة وتراثه ومعماره وطبيعته الساحرة، والتي عكستها الأعمال الفنية للراحل، وابرزت الكثير من خصائص وجماليات اليمن وإنسانه وحضارته وتراثه وطبيعته وتاريخه، وذلك من خلال تكوينات وألوان وخطوط الفنان الكبير الراحل، والتي حظيت بتقدير وإعجاب داخل وخارج اليمن، مما جعل إحدى لوحاته تحتل جدران مقر الأمم المتحدة وهي لوحة جدارية عن الحرب والسلام إلى جانب إقتناء العديد من أعماله من قبل مؤسسات ومنظمات وجهات ثقافية وفنية في العديد من دول العالم.. وللفنان عبد الجبار نعمان مكانة بارزة وكبيرة في الساحة الثقافية اليمنية، فهو من أوائل الفنانين الذين كان لأعمالهم تأثيرها على المشهد التشكيلي، وذلك العديد من المعارض التشكيلية المتميزة التي أسهمت إلى حد كبير بإحداث نقلة نوعية فنية متميزة في مسار التشكيل اليمني، إلى جانب أطلالته على المشهد التشكيلي العالمي، والتعريف بإبداعات اليمن في مجال الفن التشكيلي.))

كانت هذه اللوحة من اختيارات منظمة اليونيسف
لاصدارها كطابع من طوابع العالم للعام 88_1989م.

## معرض الصور
اللوحة الأولى والثانية من اسلوبه الواقعي الذي بدا به حياته الفنية، منذ نهاية الستينات واستمر به إلى منتصف التسعينات من القرن العشرين. اللوحات الأخرى من أسلوبه الواقعي التعبيري، وهو ما نهجه في سنواته الاخيرة منذ منتصف التسعينات حتى مات.